# Joseph Anton Koch

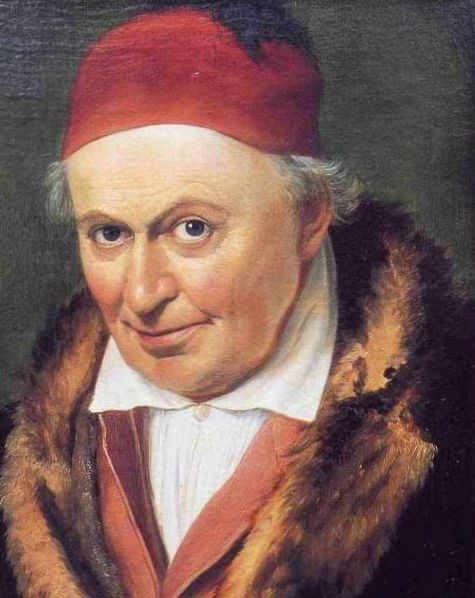
Johann Michael Wittmer: Porträt Joseph Anton Koch, um 1830

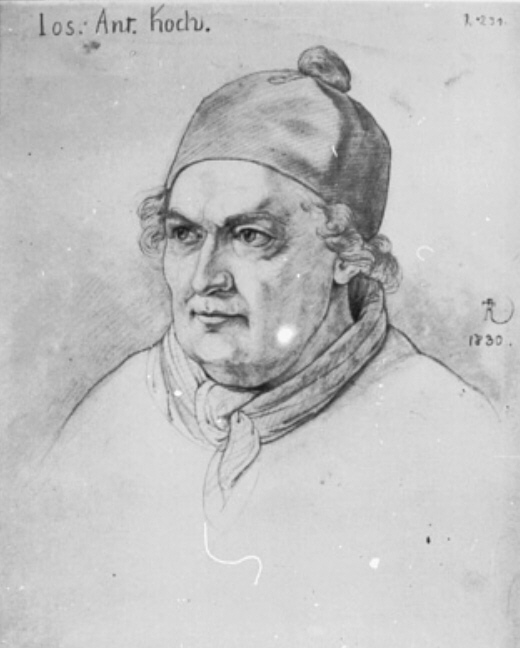
Theodor Rehbenitz: Bildnis des Malers Joseph Anton Koch, 1830

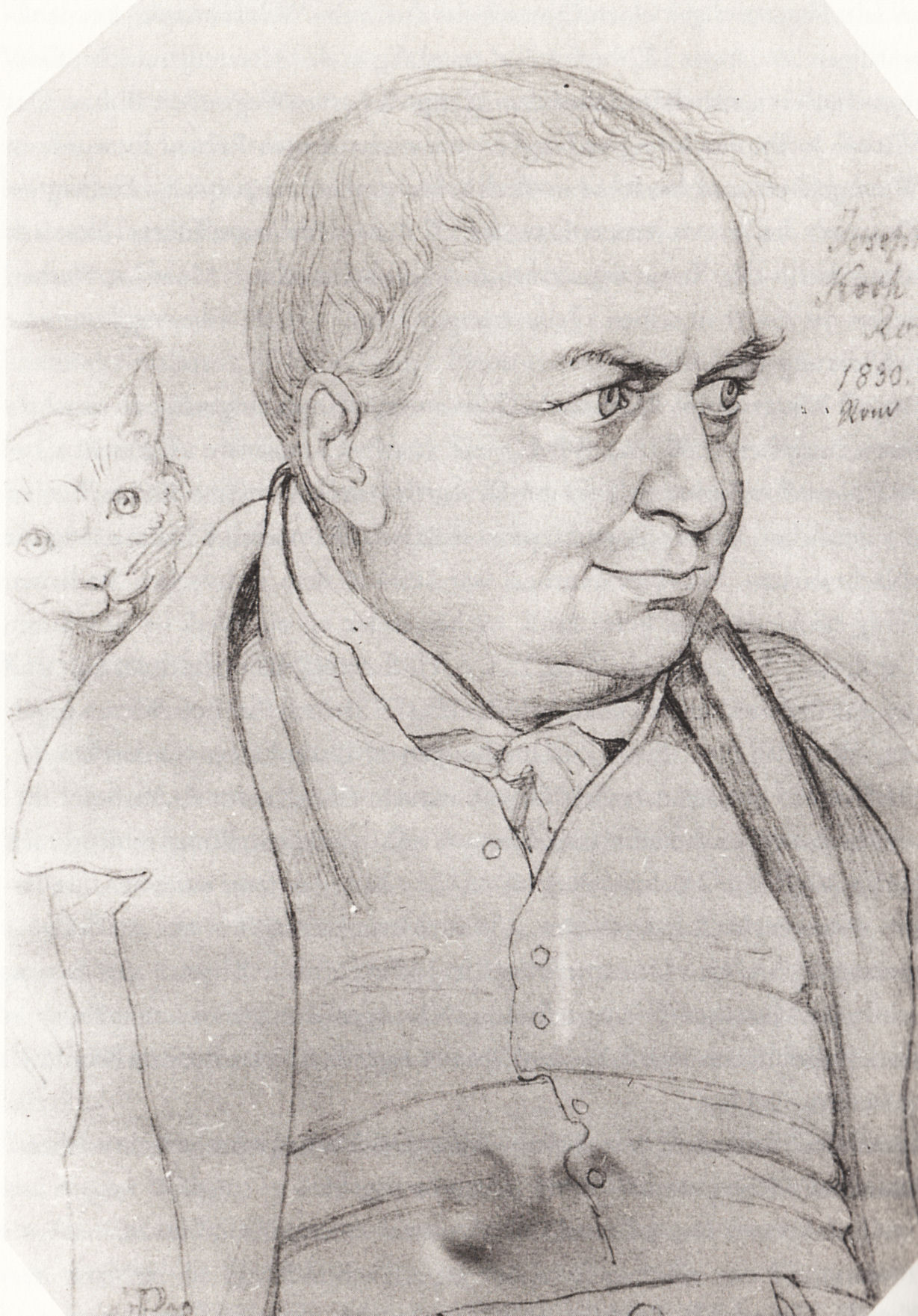
Friedrich Preller der Ältere: Joseph Anton Koch, 1830

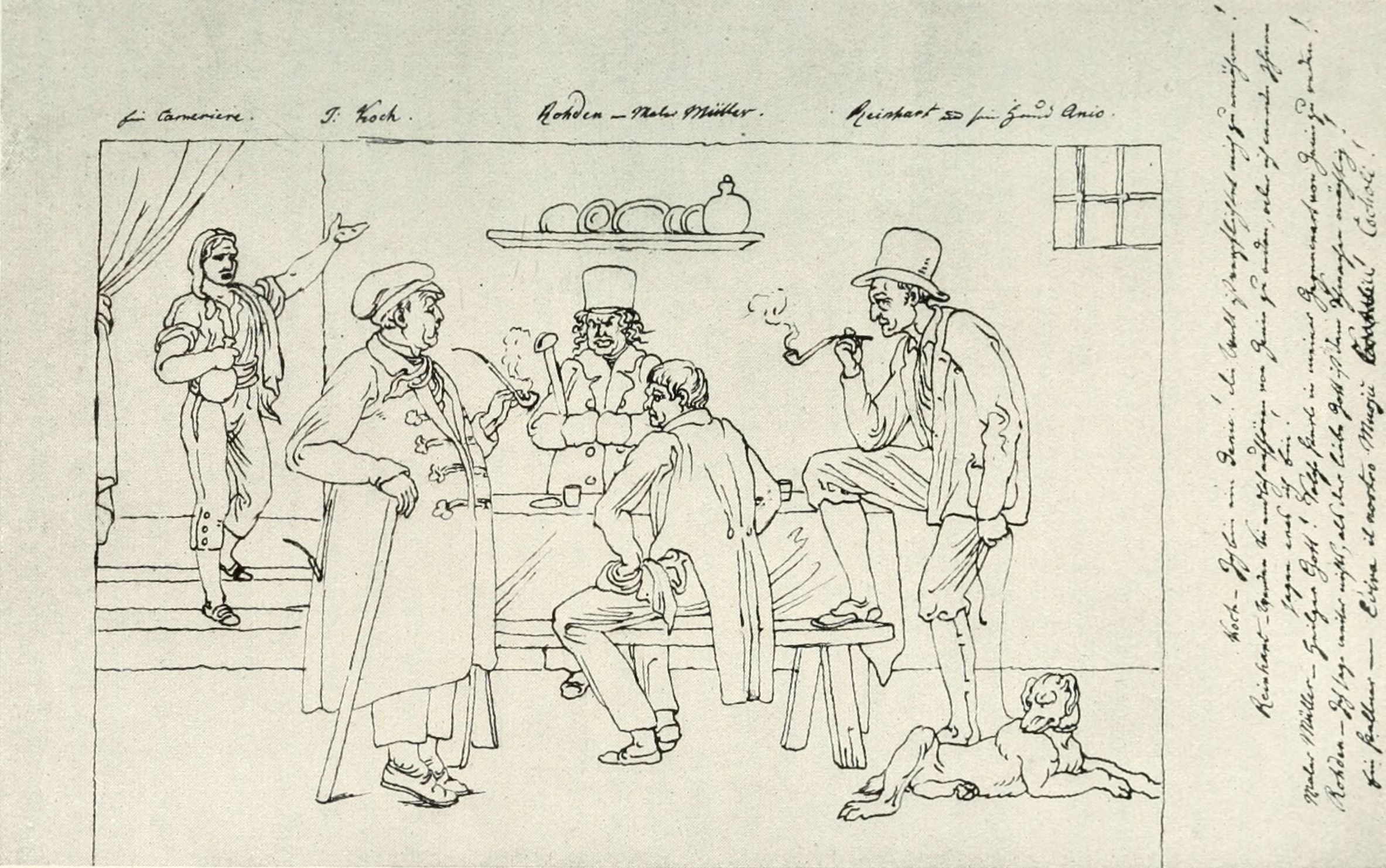
Koch (2. v. l.) in der Osteria (Karikatur von Bonaventura Genelli)

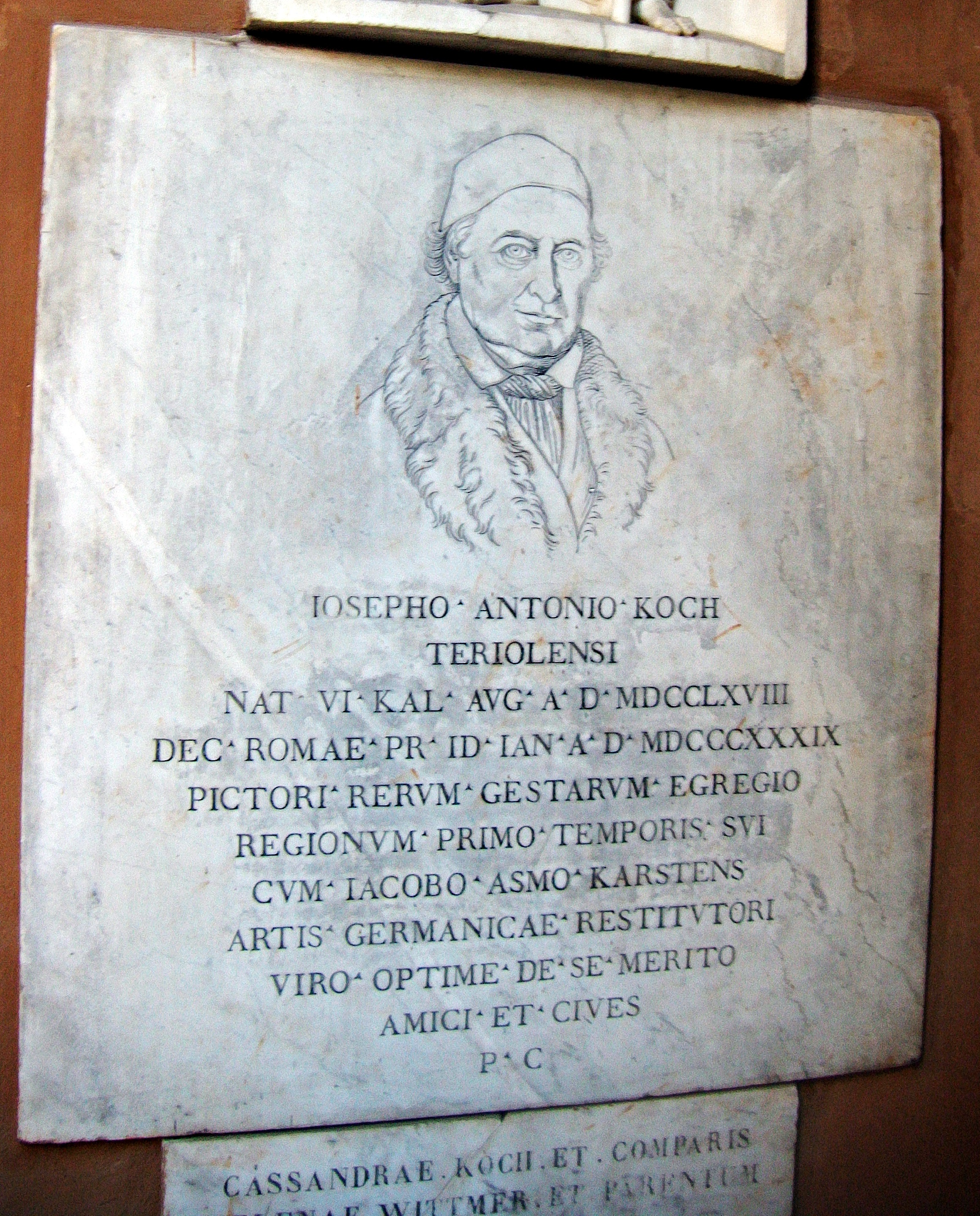
Epitaph, Rom, Campo Santo Teutonico

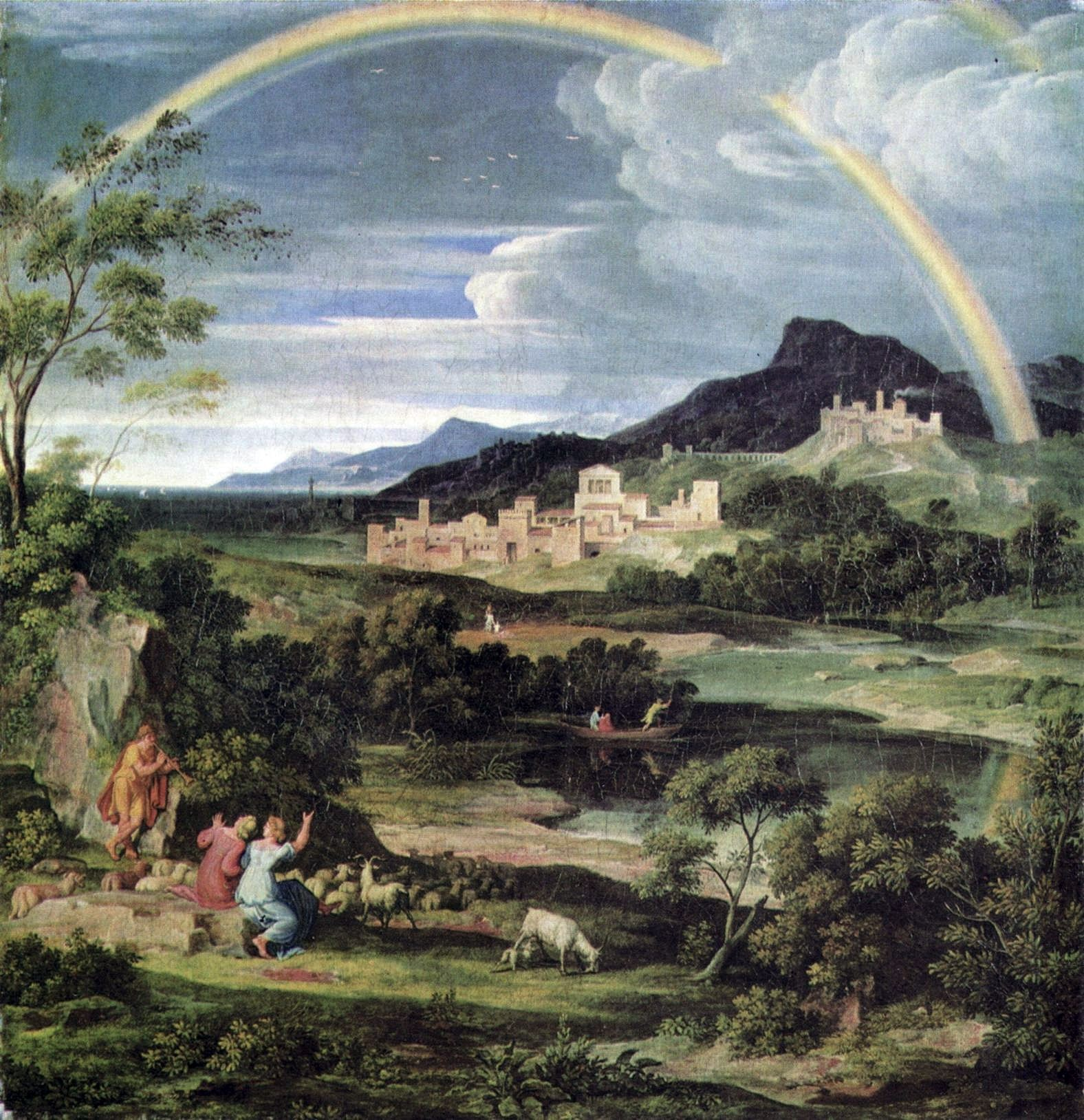
Heroische Landschaft mit Regenbogen, 1805, Staatliche Kunsthalle Karlsruhe

Joseph Anton Koch (* 27. Juli 1768 in Obergiblen bei Elbigenalp im Lechtal, Tirol; † 12. Januar 1839 in Rom) war ein österreichischer Maler der Biedermeierzeit.

## Leben
Koch war ein Tiroler Häuslersohn, der sich seine frühesten künstlerischen Schritte selbst beibrachte. Eine erste Ausbildung erhielt er in Augsburg, wo er der Werkstatt des Bildhauers Ignaz Ingerl angehörte. Anlässlich seiner Firmung 1785 wurde er vom Fürstbischof von Augsburg, Clemens Wenzeslaus von Sachsen, mit einem Stipendium ausgestattet. Damit konnte er als Schüler die Hohe Carlsschule in Stuttgart besuchen, wo er eine umfassende künstlerische Ausbildung erhalten sollte. Jedoch sympathisierte Koch ab 1791 mit den Ideen der Französischen Revolution, so dass er wegen „politischer Verdächtigkeit“ verhaftet und von der Schulleitung mit der Relegation bedroht wurde. Er kam der Sanktion zuvor und verließ die Schule ohne Abschluss. Aus dieser Zeit stammt Kochs Karikatur auf die Kunstpraxis an der Hohen Karlsschule.
Koch schloss sich einem Kreis von Jakobinern an, erst in Straßburg und 1792 in Biel in der Schweiz. Seine langen Wanderungen durch die Alpentäler fanden in seinen späteren Landschaftsbildern ihren Niederschlag.
1794 war es Koch mit einem Stipendium seines Mäzens George Nott möglich, nach Italien bis nach Neapel zu reisen. Er besuchte 1795 Salerno und Paestum und ließ sich schließlich in Rom nieder, wo er bei dem deutschen Klassizisten Asmus Jakob Carstens studierte, an dessen Figurenkompositionen er sich in seinen eigenen Bildern anlehnte. Im Umkreis von Carstens begegnete Koch u. a. auch dem dänischen Bildhauer Bertel Thorvaldsen, mit dem er sich befreundete.
Ab 1797 betätigte er sich als Zeichner und Radierer und illustrierte Werke Homers und Shakespeares. Nach einem Aufenthalt in Wien (1812–1815) kehrte Koch nach Rom zurück und wurde zu einer der herausragenden Persönlichkeiten im Künstlerkreis der Lukasbrüder, die später unter der Bezeichnung Nazarener bekannt wurden. Dieser Kreis von jungen Künstlern, darunter Peter von Cornelius, Joseph von Führich, Friedrich Overbeck, Franz Pforr, Wilhelm von Schadow, Julius Schnorr von Carolsfeld und Philipp Veit, scharte sich bald um Koch und orientierte sich künstlerisch an ihm.
Koch widmete sich auf Anregung des Malers Gottlieb Schick, den er von der Hohen Karlsschule her kannte, ab ca. 1803 zunehmend der Ölmalerei, worin er sich an den französischen Vorbildern Nicolas Poussin und Claude Lorrain orientierte. Ab 1803 begann Koch die nähere Umgebung Roms zu erkunden. Begleitet wurde er dabei von seinem Kollegen Johann Christian Reinhart. Friedrich Olivier und Franz Horny wandelten später auf denselben Spuren.
1806 heiratete Koch die gleichaltrige Cassandra Ranaldi. Mit ihr hatte er drei Kinder. Der berühmte Architekt des 19. Jahrhunderts Gaetano Koch ist ein Nachfahre Joseph Anton Kochs.
Der Maler Johann Michael Wittmer wurde sein Schwiegersohn.
Peter von Cornelius übertrug ihm Teile der Ausmalung des Casino Massimo, wo Koch von 1824 bis 1829 an einem Zyklus von Fresken zu Dantes „Göttlicher Komödie“ arbeitete.
Bis an sein Lebensende malte Koch, blieb aber trotz künstlerischer Anerkennung arm. Nur wenige Wochen vor seinem Tod setzte ihm Kaiser Ferdinand I. von Österreich eine großzügige Rente aus. Im Alter von 71 Jahren starb Joseph Anton Koch am 12. Januar 1839 im Palazzo Galoppi in der Nähe der Quattro Fontane. Seine letzte Ruhestätte fand er im Vatikan auf dem Campo Santo Teutonico neben dem Petersdom.
Joseph Anton Kochs Spätwerk ist gekennzeichnet durch die eigentümliche Verbindung figuraler Komposition mit großen Landschaftspanoramen. Die Flächen sind scharf konturiert und in klaren, leuchtenden Farben gehalten. Bei aller Detailgenauigkeit ruht das Schwergewicht auf der harmonischen Komposition der Alpen- und Latium-Landschaften, wobei die idealisierende und mythisierende Absicht unverkennbar ist. Das 1805–1811 entstandene Bild Der Schmadribachfall (zweite Fassung in der Neuen Pinakothek, München) gilt in der Fachwelt als Beginn der Darstellung einer Gebirgslandschaft an sich; das Thema Landschaft wird bildwürdig und nicht bloß als Bildhintergrund verwendet. Es geht jedoch noch nicht um das genaue, topographisch richtige Festhalten der Natur, sondern es wird eine Heroische Landschaft dargestellt, eine konfliktfreie Welt, die Einheit von Natur und Mensch. Hinter diesem neuen Bildthema steht auch eine Neuorientierung der Gesellschaft, im 18. Jahrhundert wurde das Gebirge noch als etwas Bedrohliches angesehen, erst im 19. Jahrhundert begann der Alpentourismus.

## Werke (Auszug)

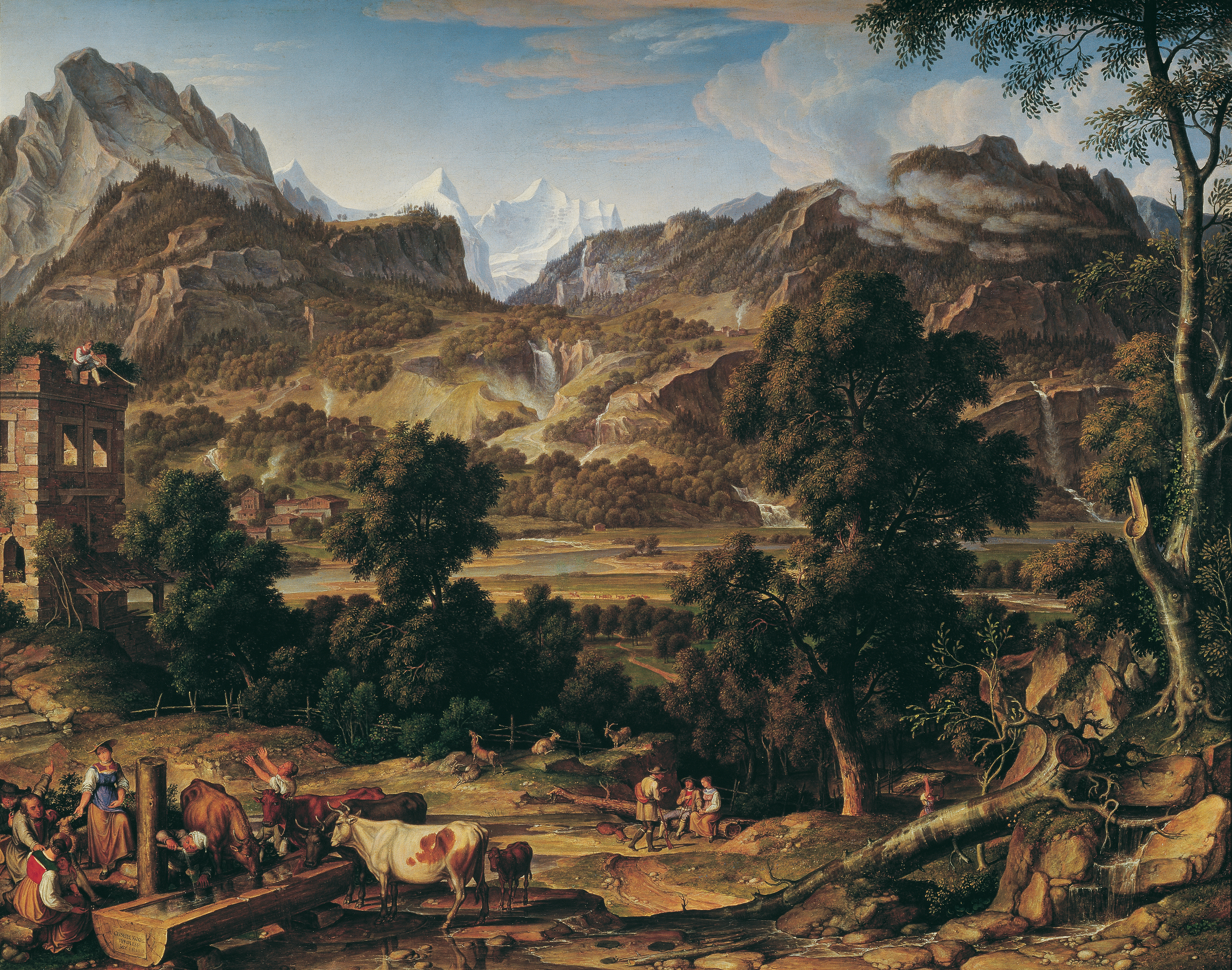
Das Berner Oberland, 1815, Belvedere, Wien

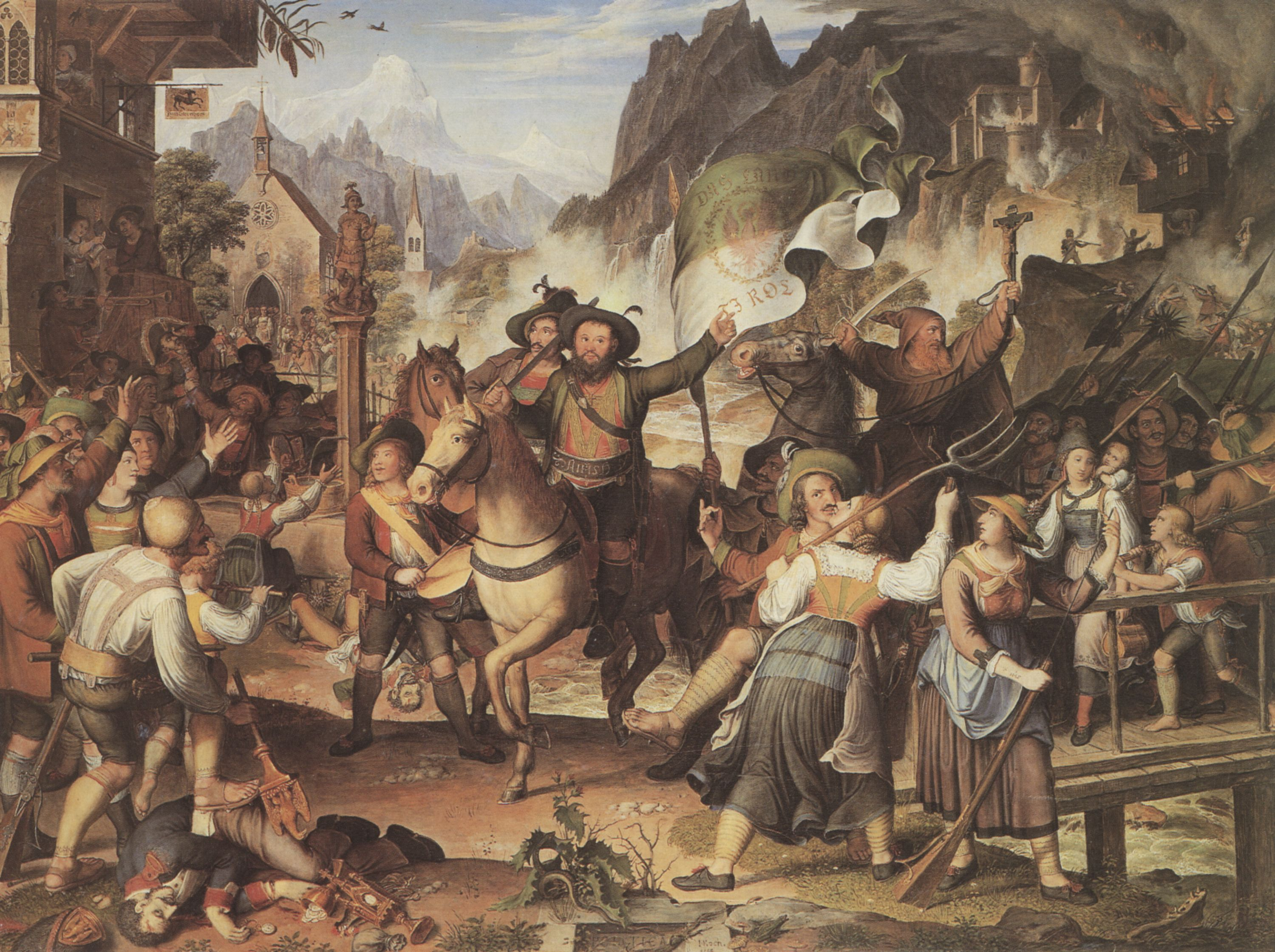
Der Tiroler Landsturm im Jahre 1809, um 1820, Tiroler Landesmuseum Ferdinandeum, Innsbruck

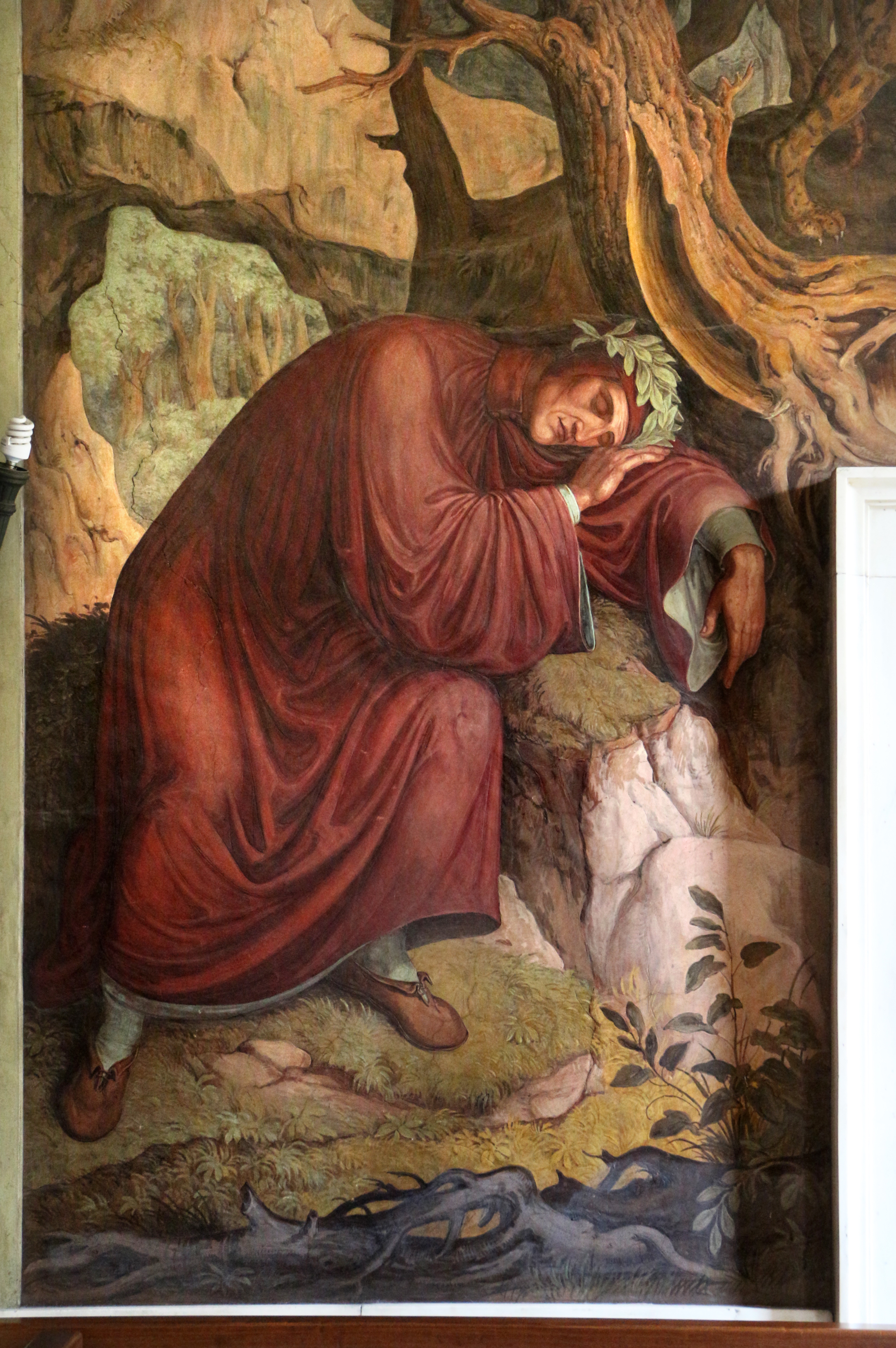
Dante und Virgil, Fresko

- Karikatur auf die Kunstpraxis an der Hohen Karlsschule (Staatsgalerie Stuttgart, Grafische Sammlung), 1791, teilaquarellierte Zeichnung, 35 cm × 50,1 cm
- Wasserfall (Hamburg, Kunsthalle), 1796, Öl auf Leinwand, 100 × 75 cm
- Landschaft mit dem Dankopfer Noahs (Frankfurt am Main, Städelsches Kunstinstitut), um 1803, Öl auf Leinwand, 86 × 116 cm
- Landschaft mit Ruth und Boas (Kopenhagen, Thorvaldsen Museum), 1803/04, Öl auf Leinwand, 87,6 × 116,5 cm
- Heroische Landschaft mit Regenbogen, 1804/1815, München, Neue Pinakothek
- Die Ruinen der Kaiserpaläste in Rom (Heidelberg, Kurpfälzisches Museum), 1804, Öl auf Leinwand, 56 × 81 cm
- Heroische Landschaft mit Regenbogen (Karlsruhe, Kunsthalle), 1805, Öl auf Leinwand, 118 × 114 cm
- Das Kloster San Francesco im Sabinergebirge in Rom (Sankt Petersburg, Eremitage), 1812, Öl auf Holz, 34 × 46 cm
- Wasserfälle bei Subiaco (Berlin, Nationalgalerie), 1813, Öl auf Leinwand, 58 × 68 cm
- Tiberlandschaft bei Aqua Acertosa (Privatbesitz), 1814, Öl auf Holz, 47 × 58,5 cm
- Das Berner Oberland (Wien, Österreichische Galerie Belvedere), 1815, Öl auf Leinwand, 70 × 89 cm
- Landschaft mit dem heiligen Martin (Dresden, Gemäldegalerie), 1815, Öl auf Holz, 54,5 × 47,5 cm
- Landschaft mit den Kundschaftern aus dem Gelobten Lande (Köln, Wallraf-Richartz-Museum), 1816, Öl auf Leinwand, 73,5 × 99 cm
- Das Haslital bei Meiringen (Innsbruck, Landesmuseum Ferdinandeum), 1817, Öl auf Leinwand, 101 × 134 cm
- Freskenzyklus, Casa Massimo in Rom, 1817–27
- Der Landsturm im Jahre 1809 (Innsbruck, Landesmuseum Ferdinandeum), um 1820, Öl auf Holz, 56 × 74 cm
- Der Schmadribachfall (München, Neue Pinakothek), 1821/22
- Blick auf Olevano mit Hirten und Selbstbildnis (Kopenhagen, Thorvaldsen Museum), 1823, Öl auf Holz, 35,3 × 47,7 cm
- Landschaft zwischen Civitella und Olevano (Hillerod, Schloss Friedensberg), 1823/24
- Die Serpentara bei Olevano (Privatbesitz), 1823/24
- Das Wetterhorn von der Rosenlaui aus (Winterthur, Museum Oskar Reinhart), 1824, Öl auf Leinwand, 94 × 83 cm
- Landschaft nach einem Gewitter (Stuttgart, Staatsgalerie), um 1830, Öl auf Leinwand, 76 × 103 cm
- Landschaft mit Bileam (Nürnberg, Germanisches Nationalmuseum), um 1832/36, Öl auf Leinwand, 77 × 112 cm
- Grottaferrata mit Brunnenszene um 1834, Aufbewahrungsort: Kiel; Sammlung: Gemäldegalerie Stiftung Pommern 75 × 103 cm
- Landschaft mit Macbeth und den Hexen (Innsbruck, Landesmuseum Ferdinandeum), 1835, Öl auf Leinwand, 81 × 122 cm Landesmuseum
- Der Raub des Hylas (Frankfurt am Main, Städelsches Kunstinstitut), Öl auf Leinwand,
- Landschaft mit dem Propheten Bileam und seiner Eselin (Frankfurt am Main, Städelsches Kunstinstitut), Öl auf Leinwand,[2]
- Das Dankopfer Noahs (verschollen seit 1945)[3]

Zwei von drei bekannten Fassungen des Klosters Grottaferrata
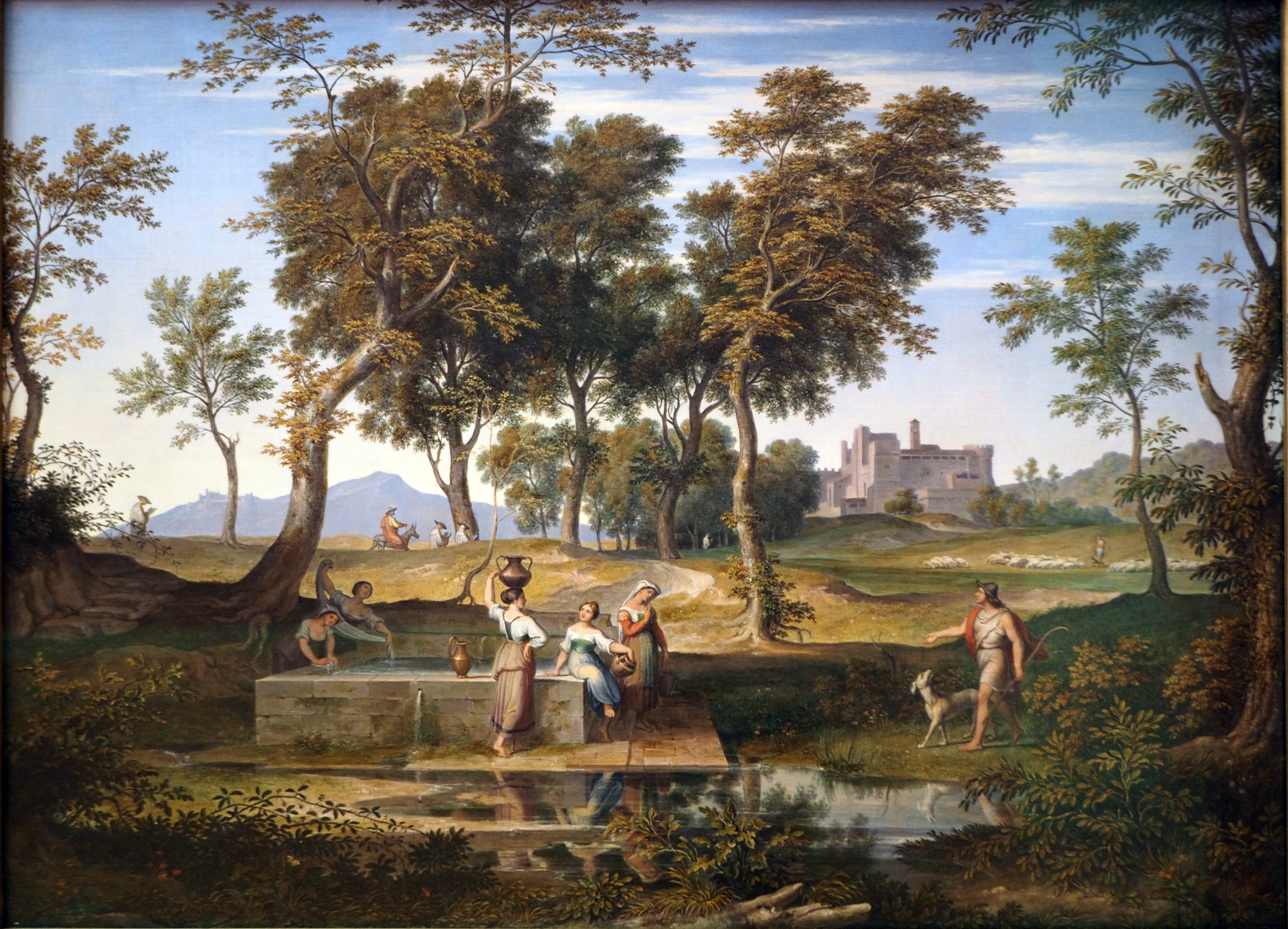
Erste Fassung (1834/1835)
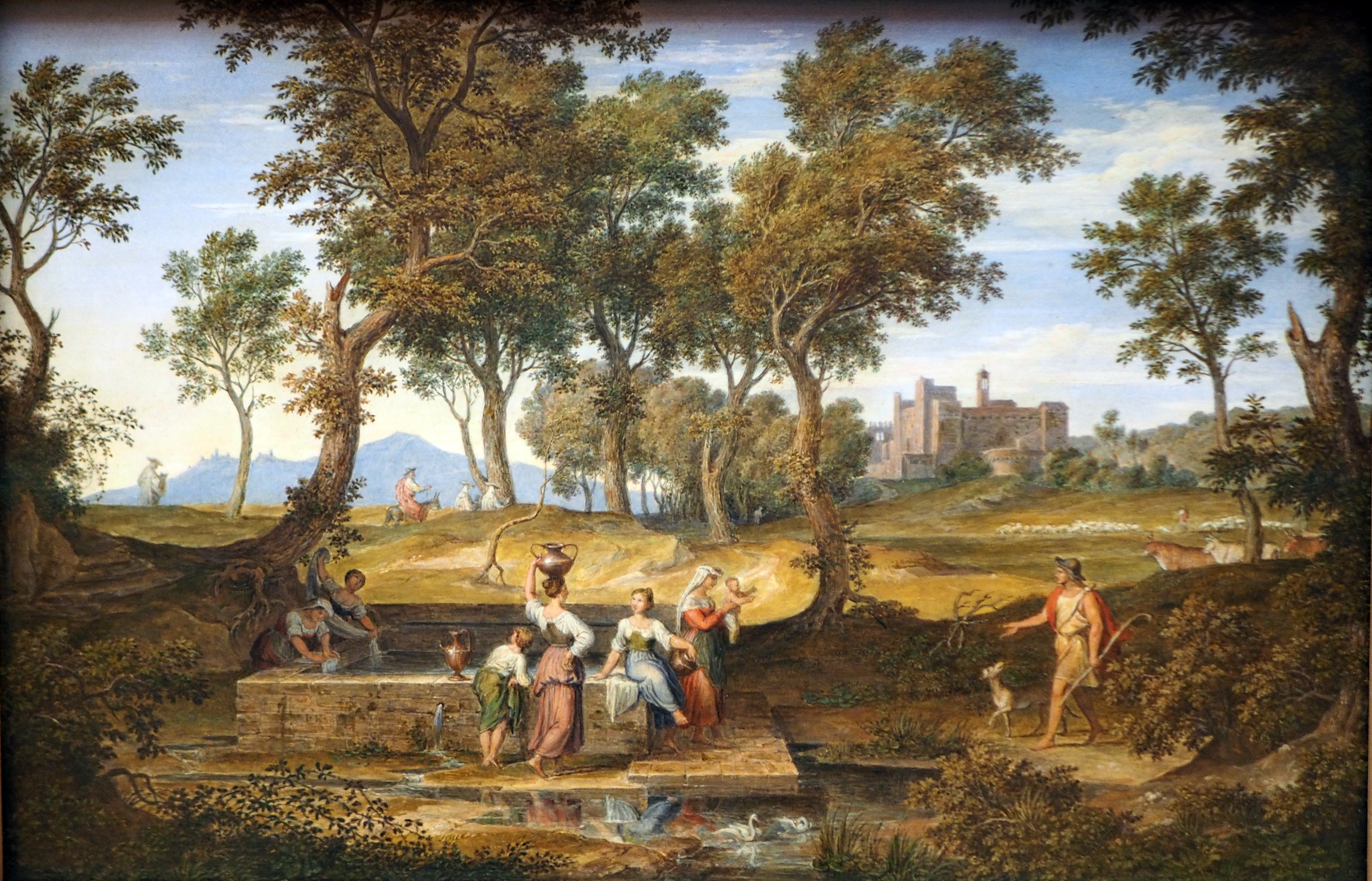
Zweite Fassung (1835/1836)

Beim Großbrand des Glaspalast München (1931) wurden zerstört:
- Landschaft mit Bileam
- Landschaft mit St. Georg
- Der Grimselpass
- Guido da Montefeltre, vom Teufel erfasst
- Wasserfall bei Tivoli
- Landschaft bei Olevano
- Die Cascatellen von Tivoli
- Berner Oberland
- Landschaft (genauerer Titel unbekannt)